# Josep Maria Mestres Quadreny
Josep Maria Mestres Quadreny (Manresa, Bages, 4 de març de 1929 - Barcelona, 18 de gener de 2021) fou un compositor català. Interessat per una música en constant evolució i amb un esperit de renovació permanent, va destacar per la incorporació de noves tècniques tant a la mateixa composició com en l'ús dels instruments, com per exemple: obres interpretades únicament pel públic (Self Service) o compostes íntegrament amb ordinador (Ibèmia). Va col·laborar amb artistes plàstics com Joan Miró, Antoni Tàpies, Moisès Villèlia, Jaume Codina o Joan Brossa, entre d'altres. Fou president de la Fundació Joan Brossa i patró emèrit de la Fundació Joan Miró.

## Biografia
Va néixer el 4 de març de 1929 a la ciutat de Manresa, capital del Bages. Es va traslladar de molt jove a Barcelona per motius laborals del seu pare, Josep Maria Mestres i Dalmau (1900-1975), químic de professió. La seva mare era Emília Quadreny i Orellana, germana del director de cinema Ramon Quadreny i Orellana. El seu primer contacte amb el món musical va ser com a espectador dels concerts de la Banda Municipal de Barcelona i del Gran Teatre del Liceu. Va decidir dedicar-se a la música després de trobar-se amb la pianista Rosa Maria Kucharski (1946), de qui va rebre les primeres lliçons musicals. Va començar a estudiar ciències a la Universitat de Barcelona i, alhora i es va formar com a músic autodidacta. No va ser fins a l'any 1951 que, gràcies a Joan Comellas, va conèixer Cristòfor Taltabull que li va ensenyar contrapunt, fuga i composició.
Llavors es posà en contacte amb els membres de Dau al Set, en especial amb Joan Brossa, amb qui va mantenir una relació estreta al llarg de la seva vida.
L'any 1952 ingressà al Cercle musical Manuel de Falla. Les seves primeres composicions segueixen l'estètica neoclàssica i mostren influències de la música de Béla Bartók. A partir de 1957, quan va compondre la Sonata per a piano, hereva del serialisme webernià, va començar una nova etapa en la seva trajectòria. Tant és així que el propi Taltabull l'instà a seguir el seu propi camí. El 1960, juntament amb Juan Hidalgo, fou un dels promotors del cicle de concerts Música Oberta, on van ser convidats compositors com Ligeti, Stockhausen o John Cage. El 1968 va fundar el Conjunt Català de Música Contemporània i el Club 49, el 1974 el Laboratori de Música Electroacústica Phonos juntament amb Lluís Callejo i Andrés Lewin-Richter i el 1976 el Grup Instrumental Català, juntament amb Carles Santos.
Entre 1976 i 1977 fou el membre de la comissió coordinadora de l'àmbit musical del Congrés de Cultura Catalana i entre 1977 i 1979 fou president de l'Associació Catalana de Compositors.
També va participar com a docent en els Internationale Ferienkurse für Neue Musik (‘Cursos de vacances de música nova’), a Darmstadt a Alemanya l'any 1974. Va col·laborar amb Testimonium de Jerusalem, i va ser convidat a participar en el Curs Llatinoamericà de Música Contemporània a Brasil i a les Jornades Internacionals de Nova Música de Sitges.

## Obra

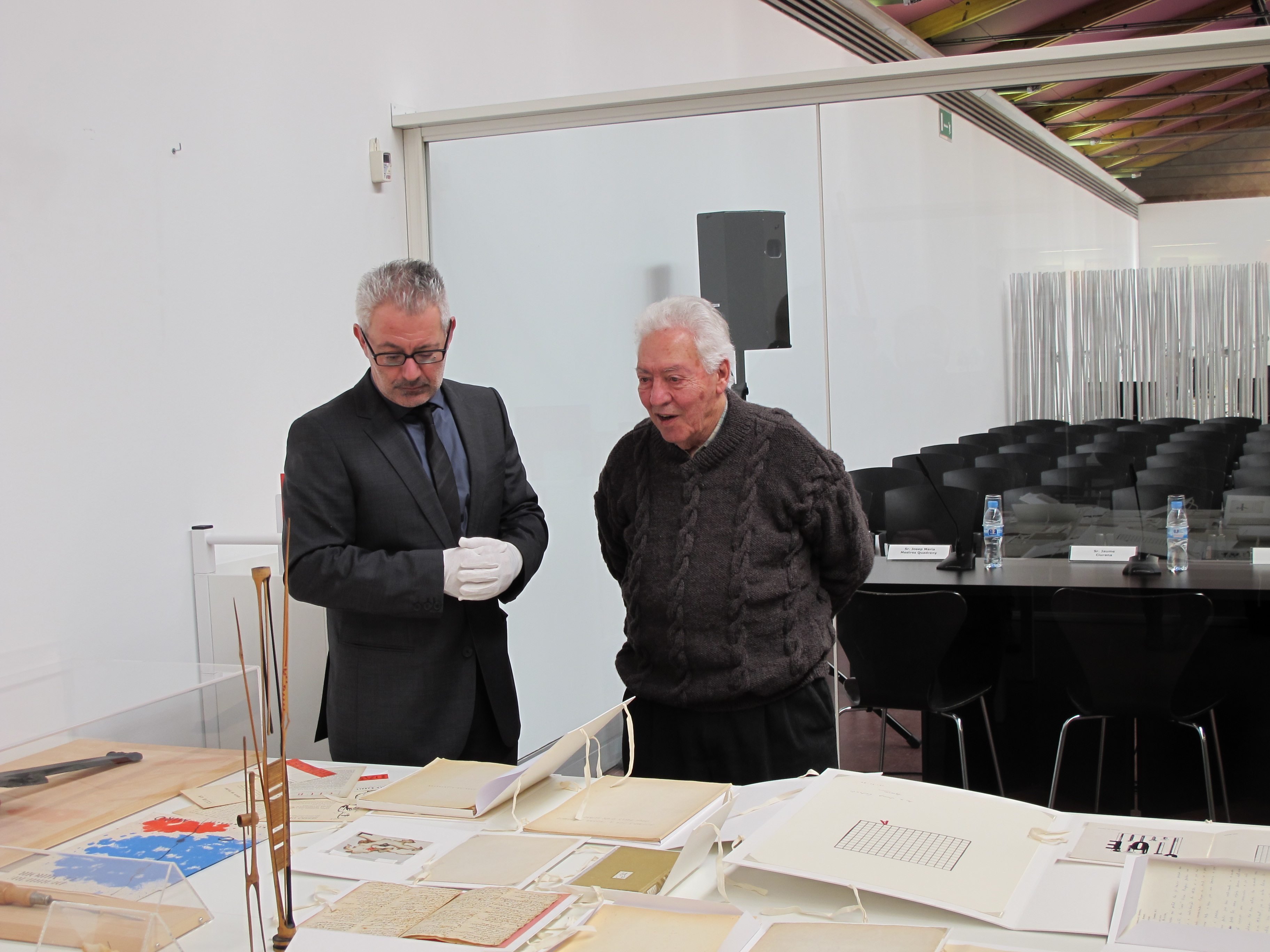
Josep Maria Mestres Quadreny amb Bartomeu Marí al MACBA

Mestres va tenir una formació cientificotècnica i durant tota la seva carrera artística va destacar per la recerca constant de metodologies alternatives, buscant sistemes de composició i plantejaments estètics que abandonen el dodecatonisme i el serialisme establerts a mitjans del segle xx, que integren idees properes a les matemàtiques, la física o l'estadística en les seves partitures. Mestres s'apropa més al concepte de la probabilitat, l'atzar o l'aleatorietat inspirat en artistes com Miró, més que no pas en els seus col·legues König o Xenakis.
| «                                                   | Un bon dia, contemplant una litografia seva, em va cridar l'atenció un grup de taquetes que tenien tota l'aparença d'haver estat llançades amb una brotxa. El conjunt, tanmateix, produïa una sensació inusualment vibrant. Observant-les més de prop vaig comprovar que les havia pintat una per una. És a dir, havia recreat una aparença d'atzar d'una manera artificiosa a l'origen de la qual probablement hi havia una intervenció del mateix atzar, artifici que vaig trobar molt suggestiu i que traslladat a la música consistiria a imitar un fenomen d'atzar per procediments d'atzar, i modificar-ne l'aparença tot mantenint l'estructura. | » |
| — Josep Maria Mestres Quadreny. Pensar i fer música | |   |

Afí al concepte brossià de «poesia visual», Mestres Quadreny va donar a les seves composicions musicals un tractament d'obra plàstica amb partitures que, a més de peces sonores, són també obres visuals. Per això les seves composicions han estat anomenades «músiques visuals». El MACBA en conserva algunes de les més significatives.
Una de les preocupacions més constants en l'obra de Mestres Quadreny va estar l'intent de vincular l'art musical amb tots els altres tipus de manifestacions artístiques. És per això que l'any 1961, juntament amb Joan Miró, Joan Brossa, Antoni Tàpies i Moisès Villèlia, creà Cop de poma. Aquesta va ser una obra pluridisciplinària.
Durant la dècada dels seixanta es va intensificar la seva relació amb Brossa i va realitzar ballets com Roba i Ossos (1961), Petit Diumenge (1962) i Vegetació submergida (1962), les primeres obres que el compositor escriu per a gran orquestra simfònica. També va dur a terme accions musicals com Satana (1962), Concert per a representar (1964) i Suite Bufa (1966). Aquesta última obra fou considerada com la principal fusió artística entre els mons de tots dos artistes, estrenada el mateix any al II festival SIGMA de Bordeus (França).
L'any 1961 el contacte que va tenir a França amb Abraham Moles i la teoria de la informació, li va fer plantejar alguns problemes sobre l'organització de la matèria sonora, i a partir d'això va començar a compondre obres on combinava fragments complexos amb d'altres de més simples. Un exemple molt clar d'aquest fet és el Quartet de Catroc, obra important en el catàleg d'obres d'aquells anys, que inicia les anomenades partitures generatives. Va ser a partir d'aquells anys quan Mestres Quadreny va començar a ser reconegut internacionalment. També pren contacte amb Pierre Barbaud i l'ús que en fa aquest de l'ordinador en la composició musical, fet que interessa enormement a Mestres Quadreny, així com el coneixement i contacte amb el Grup de Recerca Musical de París i l'ús del magnetòfon.
L'any 1965 compongué la primera peça de música electrònica a Catalunya, Peça per a serra mecànica. Continuà amb aquest estil amb un peça anomenada Tres cànons en homenatge a Galileu, estrenats a Barcelona l'any 1965 per Carles Santos.
Per altra banda, el contacte amb el matemàtic Eduard Bonet i amb l'informàtic Lluís Callejo el va portar a crear obres amb l'ordinador. Va ser el primer de Catalunya en fer servir aquesta tecnologia per compondre obres, Ibèmia (1969) va ser la primera peça que va compondre d'aquesta manera.
El fet de replantejar-se constantment la recreació musical dels processos aleatoris portà al compositor català a crear L'Estro Aleatorio, una obra que resumeix part dels seus descobriments.
Per la seva complexitat conceptual, i també per la bellesa formal de la partitura, obres com Quartet de Catroc (1962), Suite bufa (1966), Variacions essencials (1970), Aronada (1971), Self service (1973), L'estro aleatorio (1973 – 1978) i Homenatge a Robert Gerhard (1976) són, a més de composicions musicals, obres amb un alt valor plàstic, realitzades amb una gran llibertat creativa. A Self service la interpretació només és possible gràcies a la participació del públic, convertit en intèrpret d'instruments escollits pel compositor. L'estro aleatorio, composta a partir de taules de nombres aleatoris i formada per estructures musicals de temps indefinit, és un conjunt de sis concerts per a solistes diversos i orquestra simfònica que parteix d'una col·lecció de dotze concerts de Vivaldi reunits amb el títol de L'estro armonico. I en d'altres, com Aronada —paraula que prové del sànscrit i que es refereix al «cercle dels sons audibles»—, la música es genera a partir d'una partitura circular en forma de diana que pot ser interpretada per qualsevol instrument i té una durada de temps indefinit.

## Anàlisi
Josep M. Mestres Quadreny fou un dels renovadors i divulgadors més significatius de la música contemporània al nostre país. La seva implicació amb la recuperació de la cultura als anys cinquanta i seixanta el va portar a participar en iniciatives privades d'activisme cultural com La Ricarda i el Club 49. La seva afinitat creadora i amistat amb artistes com Joan Brossa, Joan Miró, Pere Portabella, Carles Santos i Moisès Villèlia ha donat lloc a obres col·lectives, com Cop de Poma (1961). La seva música es caracteritza per una renovació constant de la sonoritat i per la incorporació de tècniques noves, tant pel que fa a la composició com a la instrumentació. La tasca de Mestres Quadreny abasta diversos àmbits, des de la partitura convencional fins a la partitura gràfica, passant per l'ús d'ordinadors i la composició basada en algoritmes matemàtics i les teories de l'atzar, on els fenòmens aleatoris són tractats sempre des d'una vessant científica i matemàtica i no des d'un punt de vista indeterminista. A banda de ser un dels pioners a l'Estat espanyol en l'ús de la informàtica per generar composicions, amb obres com Ibèmia (1969) o Doble concert per a ones Martenot i percussió(1970), també ho va ser en la construcció de partitures gràfiques més enllà del pentagrama convencional.
La primera composició que va estrenar en públic va ser en la IV Trobada Internacional de les Joventuts Musicals a Bayreuth (Alemanya) el 1953. Des de llavors, les seves composicions s'han interpretat en escenaris d'arreu. Va editar llibres amb Joan Brossa i Perejaume i va compondre per a cineastes. Fou l'autor de diversos assajos sobre la música, entre els quals destaca Pensar i fer música (2000).

### Obres musicals
| Any         | Obra | Tipus d'obra                    | Durada | Lloc d'estrena                         |
| 1957        | Sonata per a piano. | Música solista (piano)          | 06:00  | Teatre Windsor, Barcelona (1960)       |
| 1958        | Epitafis (Text: J. R. Jiménez), Per a orquestra amb mezzosoprano solista.                                                          | Música orquestral               | 08:00  | Barcelona (1959)                       |
| 1959        | Tres Cançons de Bressol, mezzosoprano i piano.                                                                                     | Música vocal (piano)            | 05:00  | Barcelona (1960)                       |
| 1959        | El Ganxo (Opera. Llibret: J. Brossa), ópera en un acte i quatre escenes.                                                           | Música escènica (ópera)         | 45:00  | Foier del Gran Teatre del Liceu (2006) |
| 1960        | Excursió Collectiva de Cinc Dies (Text.: J. Brossa)                                                                                | Música escènica (teatral)       | 18:00  |                                        |
| 1960        | Sonata per a orgue. | Música solista (orgue)          | 07:00  | Barcelona (1962)                       |
| 1961        | Triade per a Joan Miró. I. Musica de Cambra nº 1.                                                                                  | Música orquestral (cambra)      | 14:00  |                                        |
| 1961        | Triade per a Joan Miró. II. Musica de Cambra nº 2.                                                                                 | Música orquestral(cambra)       | 15:00  |                                        |
| 1961        | Triade per a Joan Miró. III. Tres Moviments per a orquestra de Cambra.                                                             | Música orquestral (cambra)      | 15:00  |                                        |
| 1961        | Invenció Móvil II, soprano, trompeta i guitarra.                                                                                   | Música vocal                    | 08:00  |                                        |
| 1961        | Invenció Móvil I, flauta, clarinet i piano.                                                                                        | Música instrumental (dúo)       | 08:00  |                                        |
| 1961        | Invenció Móvil III (may be played together with Invenció Móvil I, II), 2 violines, viola, violonchelo                              | Música instrumental (quartet)   | 08:00  |                                        |
| 1961        | Cop de poma, piano. | Música solista (piano)          | 10:00  |                                        |
| 1961        | Roba i Ossos (Llibret: Joan Brossa), ballet                                                                                        | Música escènica (ballet)        | 15:00  |                                        |
| 1961/62     | Tramesa a Tàpies, violin, viola i percussió                                                                                        | Música instrumental (trío)      | 18:00  | Barcelona (1962)                       |
| 1962        | Divertimento "La Ricarda", per a flauta, clarinet i double bass.                                                                   | Música instrumental (conjunt)   | 10:00  |                                        |
| 1962        | Vegetació Submergida (Llibret: J. Brossa), ballet                                                                                  | Música escènica (ballet)        | 10:00  |                                        |
| 1962        | Petit Diumenge (Llibret: J. Brossa), ballet                                                                                        | Música escènica (ballet)        | 15:00  |                                        |
| 1962        | Quartet de Catroc, per a quartet de corda.                                                                                         | Música de cambra (Quartet)      | -      | Barcelona (1965)                       |
| 1962        | Tres Peces per a violoncel i piano.                                                                                                | Música instrumental (dúo)       | 06:00  |                                        |
| 1963        | Soliloqui, flauta. | Música solista (flauta)         | 03:00  |                                        |
| 1964        | Concert per a representar (Llibret: J. Brossa), teatre musical per a orquestra de cambra i 6 actors                                | Música escènica (teatral)       | 08:00  |                                        |
| 1964, 13-10 | Digodal, per a orquestra de cordes.                                                                                                | Música orquestral (cambra)      | 10:00  | Saló del Tinell (Barcelona)            |
| 1964        | Duo per a Manolo, clarinet i piano.                                                                                                | Música instrumental (dúo)       | 08:00  |                                        |
| 1964        | Peça per a Serra Mecànica, música electrònica.                                                                                     | Música electrònica              | 08:00  |                                        |
| 1964        | Antiodes, per a orquestra. | Música orquestral               | 13:00  |                                        |
| 1965        | Tres cànons en homenatge a Galileu, per a piano i tres cintes magnetofòniques (2a versió, 1968; 3a versió, 1969; 4a versió, 1974). | Música electroacústica          | 13:00  |                                        |
| 1965        | Conversa (Text.: J. Brossa), orquestra de cambra.                                                                                  | Música orquestral (cambra)      | 10:00  |                                        |
| 1966        | Suite Bufa (Llibret: J. Brossa), música incidental per a teatre musical, per a soprano, piano i ballarí                            | Música escènica (teatral)       | 60:00  | Bordeus (1966)                         |
| 1966        | Triptic Carnavalesc (Text.: J. Brossa), mezzosoprano, cor i conjunt.                                                               | Música coral                    | 10:00  |                                        |
| 1967        | Engidus (Commissioned by Alea), orquestra de cambra.                                                                               | Música orquestral (cambra)      | 08:00  |                                        |
| 1967        | Musica per a Anna, soprano i quartet corda.                                                                                        | Música vocal                    | 10:00  |                                        |
| 1968        | Trío (1968), violin, viola i violonchelo.                                                                                          | Música de cambra (trío)         | -      |                                        |
| 1968        | Perludi I per guitarra. | Música solista (guitarra)       | 07:00  |                                        |
| 1969        | Quadre, orquestra de cambra. | Música orquestra (cambra)       | 08:00  |                                        |
| 1969        | Frigoli-Frigold, conjunt indeterminat.                                                                                             | Música instrumental (conjunt)   | -      |                                        |
| 1969        | Poemma, soprano i piano. | Música vocal (piano)            | 05:00  |                                        |
| 1969        | Ibèmia, per a orquestra de cambra.                                                                                                 | Música orquestra (cambra)       | 10:00  |                                        |
| 1970        | Variacions Essencials, violín, viola, violontxel i percussió.                                                                      | Música instrumental (conjunt)   | 14:00  |                                        |
| 1970        | Micos i Papallones, guitarra i percussió.                                                                                          | Música instrumental (dúo)       | 07:00  |                                        |
| 1970        | Doble concert, per a ones Martenot, percussió i guitarra.                                                                          | Música orquestra (concierto)    | 14:00  |                                        |
| 1971        | Aronada, conjunt indeterminat. | Música instrumental (conjunt)   | -      |                                        |
| 1972        | Homenatge a Joan Prats, conjunt.                                                                                                   | Música instrumental (conjunt)   | 18:00  |                                        |
| 1972        | Xac, 6 instruments de percussió | Música instrumental (conjunt)   | 08:00  |                                        |
| 1973        | Self-Service, per a instruments de percussió i flautes de bec tocades pel públic.                                                  | Música instrumental (conjunt)   | -      | Col·legi d'Arquitectes (Barcelona)     |
| 1973        | L'Estro Aleatorio. I. Per a viol i orquestra.                                                                                      | Música orquestral (concertante) | 10:00  |                                        |
| 1973        | El Teler de Teresa Codina, música electrònica.                                                                                     | Música electrònica              | 15:00  |                                        |
| 1973        | Song for Jane, soprano i electrònica.                                                                                              | Música vocal                    | 10:00  |                                        |
| 1974        | Trio (Homenatge a Schumann). | Música de cambra (trío)         | 14:00  |                                        |
| 1975        | L'Estro Aleatorio. III. Per a maquina d'escriure i orquestra.                                                                      | Música orquestral (concertante) | 10:00  |                                        |
| 1975        | Na hale el ir Shatem (Text... Israel Najarra), orquestral con coro.                                                                | Música coral (capella)          | 12:00  |                                        |
| 1975        | Tocatina, Peça per a ampolles d'anís.                                                                                              | Música instrumental (conjunt)   | -      |                                        |
| 1975        | L'Estro Aleatorio. II. Per a guitarra i orquestra.                                                                                 | Música orquestral (concertant)  | 10:00  |                                        |
| 1976        | Homenatge a Robert Gerhard, piano i 9 instrumentos.                                                                                | Música instrumental (conjunt)   | -      |                                        |
| 1976        | Perludi II per guitarra. | Música solista (guitarra)       | -      |                                        |
| 1976        | Perludi III per guitarra. | Música solista (guitarra)       | -      |                                        |
| 1976        | Espai Sonor V, electroacustica. | Música electroacústica          | 10:00  |                                        |
| 1976        | L'Estro Aleatorio. IV. Per a piano i orquestra.                                                                                    | Música orquestral (concertante) | 10:00  |                                        |
| 1977        | Concertino, con piano solista. | Música orquestral (concierto)   | 10:00  |                                        |
| 1977        | L'Estro Aleatorio. V. Per a percussió i orquestra.                                                                                 | Música orquestral (concertante) | 10:00  |                                        |
| 1977        | Molèstia (Llibret: J. Brossa) | Música escènica (teatral)       | 03:00  |                                        |
| 1977        | Trio (1977), clarinet, violí, piano.                                                                                               | Música instrumental (trío)      | 12:00  |                                        |
| 1978        | L'Armari en el Mar (Llibret: J. Brossa), teatre musical, per a trio de cantants, 2 nus, 2 actors i conjunt de cambra               | Música escènica (teatral)       | 90:00  |                                        |
| 1978        | L'Estro Aleatorio. VI. Per a grupo instrumental i orquestra.                                                                       | Música orquestral (concertante) | 10:00  |                                        |
| 1979        | Variacions sobre un tema de Haydn, conjunt indeterminat.                                                                           | Música instrumental (conjunt)   | -      |                                        |
| 1979        | Sextina del Veil Combat Nou, mezzsoprano i guitarra.                                                                               | Música vocal                    | 05:00  |                                        |
| 1979        | Perludi IV per guitarra. | Música solista (guitarra)       | -      |                                        |
| 1979        | Tres Peces per a Guitarra. | Música solista (guitarra)       | 18:00  |                                        |
| 1979        | Quina, per a cinta magnética. | Música electroacústica          | 20:00  |                                        |
| 1979        | Magòria (Encargada por Radio Nacional de España. Rev. 1993), conjunt                                                               | Música instrumental (conjunt)   | 08:00  |                                        |
| 1981        | Espai Sonor V-B, clarinet percussion and tape.                                                                                     | Música electroacústica          | 10:00  |                                        |
| 1982        | Canviera, choir (text: J. Brossa) Cor mixt.                                                                                        | Música coral                    | 12:00  |                                        |
| 1982        | Sonades sobre fons negre, per a piano.                                                                                             | Música solista (piano)          | 20:00  |                                        |
| 1982        | Vara per Quatre, 4 pianistes en un piano.                                                                                          | Música solista (piano)          | 20:00  |                                        |
| 1983        | Concert Equinoccial, percussion soloist and 4 percusiion.                                                                          | Música instrumental (percussió) | 10:00  |                                        |
| 1983        | Complanta per Xile, orquestra de cambra.                                                                                           | Música orquestral (cambra)      | 03:00  |                                        |
| 1983        | Simfonia en Mi Bemoll, per a orquestra.                                                                                            | Música orquestral               | 40:00  |                                        |
| 1984        | Concert d'Estiu, per a flute 2 percussion tape.                                                                                    | Música electroacústica          | 50:00  |                                        |
| 1984        | Piano Xofer. Teatre musical (acció i text: Perejaume) Soprano, 5 piano and actor                                                   | Música escènica (teatral)       | 90:00  |                                        |
| 1984        | Sonades de la calor del foc, orquestra de cambra.                                                                                  | Música orquestral (cambra)      | 15:00  |                                        |
| 1985/86     | Quintet de la nit i del dia, per a cinc clarinets (2a versió, 1990).                                                               | Música instrumental (conjunt)   | 12:00  |                                        |
| 1990        | First Time, per a soprano i conjunt instrumental.                                                                                  | Música vocal (orquestra)        | 13:00  |                                        |
| 1990        | L'Or del mar, per a coro mixto. | Música coral                    | 10:00  |                                        |
| 1991        | Capmaga, per a piano o sintetitzador i percussió.                                                                                  | Música instrumental (conjunt)   | -      |                                        |
| 1991        | Fet per Fer, orquestra de cambra                                                                                                   | Música orquestral (cambra)      | 16:00  |                                        |
| 1991        | L'Armari en el Mar, suite per a conjunt instrumental.                                                                              | Música orquestral (cambra)      | 25:00  |                                        |
| 1991        | Cap de Mirar (text: J. Brossa)ópera en tres actos.                                                                                 | Música escènica (ópera)         | -      |                                        |
| 1992        | Cant a Maria Aurèlia, per a cor mixt i orquestra.                                                                                  | Música coral (orquestra)        | 06:00  |                                        |
| 1992        | Garlanda esquinçada, per a mezzo-soprano i percussió.                                                                              | Música vocal                    | 05:00  |                                        |
| 1992        | Simfonia en fa, per a orquestra.                                                                                                   | Música orquestral               | 30:00  |                                        |
| 1992        | Sonades de la nit de vidre, per a percussió i piano.                                                                               | Música instrumental (conjunt)   | 15:00  |                                        |
| 1992        | Vara per dos, per a piano a quatre manos.                                                                                          | Música solista (piano)          | 08:00  |                                        |
| 1993        | De trast en trast, seis piezas per a flauta i guitarra.                                                                            | Música instrumental (dúo)       | 14:00  |                                        |
| 1993        | Acció musical per a Joan Miró (text i acció: J. Brossa) mezzo-soprano recitador il·lusionista 4 piano fl. cl. guit. harp and tape  | Música escènica (teatral)       | 50:00  |                                        |
| 1993        | Sonades dels vells proverbis, orquestra de cambra.                                                                                 | Música orquestral (cambra)      | 10:00  |                                        |
| 1993        | La realitat lliure, per a orquestra.                                                                                               | Música orquestral               | 10:00  |                                        |
| 1994        | Suite Bechtold, piano. | Música solista (piano)          | 10:00  |                                        |
| 1994        | Paisatges virtuals, per a orquestra.                                                                                               | Música orquestral               | 12:00  |                                        |
| 1994        | Satàlia, per a quinteto de viento.                                                                                                 | Música instrumental (conjunt)   | 10:00  |                                        |
| 1994        | Sonades de besllum, per a dos pianos.                                                                                              | Música solista (pianos)         | 10:00  |                                        |
| 1994        | Catorze duets per a instruments de vent, flute clarinet oboè fagot horn                                                            | Música instrumental (conjunt)   | 56:00  |                                        |
| 1994        | Vol d'ocell davant el Sol, clarinet.                                                                                               | Música solista (clarinet)       | 05:00  |                                        |
| 1995        | Constellacions, per a flute violin violoncello and piano.                                                                          | Música instrumental (quartet)   | 08:00  |                                        |
| 1995        | Sonades del vell record nou, per a brass quintet                                                                                   | Música instrumental (conjunt)   | 10:00  |                                        |
| 1995        | SOS, per a guitarra. | Música solista (guitarra)       | 01:00  |                                        |
| 1995        | Muntanyí, piano. | Música solista (piano)          | 01:00  |                                        |
| 1995        | Clap de Lluna, orquestra de cambra.                                                                                                | Música orquestral (cambra)      | 11:00  |                                        |
| 1995        | Cap cop, flauta, violin, viola i cello.                                                                                            | Música instrumental (quartet)   | -      |                                        |
| 1996        | Sonades a trenc d'alba, corno di basetto.                                                                                          | Música solista                  | 09:00  |                                        |
| 1996        | Tres fragments de la Suite Bufa, cantant i 2 pianos.                                                                               | Música vocal (piano)            | 10:00  |                                        |
| 1996        | Parracs, orgue. | Música solista (orgue)          | 02:00  |                                        |
| 1996        | Promptuari dels dirs, piano. | Música solista (piano)          | 30:00  |                                        |
| 1997        | Nocturnal, flauta, clarinet i piano.                                                                                               | Música instrumental (trío)      | 09:00  |                                        |
| 1997        | El Carnaval del Liceu, cambra. | Música orquestral (cambra)      | 13:00  |                                        |
| 1997        | Sonades entre volves, flauta. | Música solista (flauta)         | 11:00  |                                        |
| 1997        | Llera de Banús, guitarra. | Música solista (guitarra)       | 02:00  |                                        |
| 1997        | Espai enllà, flauta i marimba (xilofono).                                                                                          | Música instrumental (dúo)       | 08:00  |                                        |
| 1997        | Sonades de sentir campanes i no saber d'on, violin i piano.                                                                        | Música instrumental (dúo)       | -      |                                        |
| 1997        | Els perfums, soprano i piano. | Música vocal (piano)            | 30:00  |                                        |
| 1997        | Cap entre parèntesis, 4 flautas.                                                                                                   | Música solista (flautas)        | 11:00  |                                        |
| 1997        | Branca de branques, cambra. | Música de cambra                | 10:00  |                                        |
| 1997        | Bagatel·les, flauta, guitarra i violoncello.                                                                                       | Música instrumental (trio)      | 07:00  |                                        |
| 1998        | Música incidental per a Quan serà pintada una escena de fons sense fi?                                                             | Música incidental               | -      |                                        |
| 1998        | Sebel·lia, violoncello. | Música solista (violoncello)    | 03:00  |                                        |
| 1998        | Concert de Vilafranca, cambra. | Música de cambra                | -      |                                        |
| 1999        | Toc per a Joan Brossa, cambra. | Música de cambra                | 17:00  |                                        |
| 1999        | Viarany, piano. | Música solista (piano)          | -      |                                        |
| 1999        | Solsticial, orgue. | Música solista (orgue)          | 10:00  |                                        |
| 1999        | Sis duets de violí. | Música solista (violín)         | 12:00  |                                        |
| 1999        | Mínimes, soprano i clarinet. | Música vocal                    | 05:00  |                                        |
| 1999        | La sal de casa, 2 saxofones. | Música solista (saxofones)      | 08:00  |                                        |
| 2000        | Sonades de l'hora foscant, 4 flautas.                                                                                              | Música solista (flautas)        | -      |                                        |
| 2000        | Paraselene, guitarra i acordió. | Música instrumental (dúo)       | 10:00  |                                        |
| 2000        | Toc vessat, piano a 4 manos. | Música solista (piano)          | 12:00  |                                        |
| 2000        | Tres poemes d'amor i dos paisatges, recitador i flauta.                                                                            | Música vocal                    | 06:30  |                                        |
| 2000        | Baràlia, 4 percussionistes. | Música instrumental (percussió) | 05:00  |                                        |

### Llibres
- Vocabulari català de música (1983), amb Núria Aramon i Stein
- Pensar i fer música (2000)
- Reflexions entorn de l'expressió del llenguatge musical i de la meva música (2002)
- Tor recordant amics (2007)
- Tot muda de color al so de la flauta (2009)
- La música i la ciència en progrés (2010)
- Vida i obra de Robert Gerhard (2011)
- Pensament i música a quatre mans (2014), amb Magda Polo Pujadas

### Obres gràfiques
- Variacions essencials: violí, viola, violoncel i percussió / Josep M. Mestres-Quadreny. Collage/ dibuix/ material gràfic, 1972[8]
- Invencions mòbils., 1961[9]
- Homenatge a Schumann.,[10]
- Suite Bechtold. Collage/ dibuix/ material gràfic, 1994[11]
- Quartet de catroc. material gràfic, 1962[12]
- Self-Service. Collage/ dibuix/ material gràfic, 1973[13]
- Canviera. Collage/ dibuix/ material gràfic, 1982?[14]
- Antiodes. Collage/ dibuix/ material gràfic, 1982[15]
- L'Estro Aleatorio. Collage/ dibuix/ material gràfic, 1973 - 1978[16]
- Molèstia. Collage/ dibuix/ material gràfic, 1977[17]
- Espai sonor V. Collage/ dibuix/ material gràfic, 1976[18]
- Homenatge a Robert Gerhard. Collage/ dibuix/ material gràfic, 1976[19]
- Tocatina. Collage/ dibuix/ material gràfic, 1975[20]
- Homenatge a Joan Prats. Collage/ dibuix/ material gràfic, 1972[21]
- Perludi. Collage/ dibuix/ material gràfic, 1971[22]
- Aronada. Collage/ dibuix/ material gràfic, 1971[6]
- Variacions essencials. Collage/ dibuix/ material gràfic, 1970[23]
- Doble Concert per a Ones Martenot. Collage/ dibuix/ material gràfic, 1970[24]
- Quadre. Collage/ dibuix/ material gràfic, 1969[25]
- Tres peces per a violoncel i piano. material gràfic, 1968[26]
- Tres cànons en homenatge a Galileu. Collage/ dibuix/ material gràfic, 1966[27]
- Suite bufa. Collage/ dibuix/ material gràfic, 1966[28]

## Premis i reconeixements
L'any 2000 fou guardonat amb el Premi Nacional de Música i el 2006 amb la Creu de Sant Jordi, ambdós per la Generalitat de Catalunya. Fou membre numerari de la Reial Acadèmia Catalana de Belles Arts de Sant Jordi. El 2007 va rebre la Medalla d'Honor de Barcelona.